# Cioroiu Nou
Cioroiu Nou – wieś w Rumunii, w okręgu Dolj, w gminie Cioroiași. W 2011 roku liczyła 515 mieszkańców.